# 渡井奏斗
渡井 奏斗（わたい かなと、2月18日 - ）は、日本の男性声優。栃木県出身。アクセルワン準所属。

## 略歴
トム・クルーズの『ミッションインポッシブル』シリーズの森川智之の声に憧れたのが、声優になろうと思ったきっかけ。
2017年4月1日付でアクセルワンの準所属となった。

## 人物
音域はlowB - mid2G。
資格は書道毛筆準四段、剣道初段、普通自動車免許。趣味はサッカー観戦、サッカーの情報収集。特技はロバの鳴き真似、ペンギンの鳴き真似。

## 出演

### テレビアニメ
2017年
- ひとりじめマイヒーロー（不良〈ベスト〉）
- パズドラクロス（2017年 - 2018年、ドミニオン、ドミニオン龍喚士、SDF隊員）

2018年
- キラッとプリ☆チャン（通行人）

2019年
- トライナイツ（ラグビー部員）

2021年
- スライム倒して300年、知らないうちにレベルMAXになってました（スキンヘッドA）
- 海賊王女（不良衛兵、水兵）
- 異世界食堂2（商人）

2022年
- 錆喰いビスコ（ウサギ面）
- プラチナエンド（警備員）
- 咲う アルスノトリア すんっ!（部下）
- 勇者パーティーを追放されたビーストテイマー、最強種の猫耳少女と出会う（冒険者E、私兵D）
- 名探偵コナン（銀行員）

2023年
- アルスの巨獣（キリス）
- スパイ教室
- THE MARGINAL SERVICE（境界兵）
- 贄姫と獣の王（家臣C）
- ゴブリンスレイヤーII（グレーターデーモン、至高神神官）
- 鴨乃橋ロンの禁断推理（警官）

2024年
- ドラえもん（テレビ朝日版第2期）（青年）
- 僕の心のヤバイやつ（助監督）
- 望まぬ不死の冒険者（ダリオ）
- 佐々木とピーちゃん（局員）
- ささやくように恋を唄う（体育教師）
- 転生したらスライムだった件（店番）
- 逃げ上手の若君
- トリリオンゲーム（2024年 - 2025年、DBエンジニア）

2025年
- Sランクモンスターの《ベヒーモス》だけど、猫と間違われてエルフ娘の騎士として暮らしてます（ワーウルフ、冒険者）
- ガチアクタ（影が薄い男）
- アークナイツ【焔燼曙明/RISE FROM EMBER】（監視隊員、感染者戦士）

### 劇場アニメ
- 黒執事 Book of the Atlantic（2017年）
- 映画 さよなら私のクラマー ファーストタッチ（2021年、チャント）

### ゲーム
- CARAVAN STORIES（2017年、ラッキー）
- D.C.4 〜ダ・カーポ4〜（2019年、日下尚純）
- ソードアート・オンライン アリシゼーション リコリス（2020年）
- D.C.4 Fortunate Departures 〜ダ・カーポ4〜 フォーチュネイトデパーチャーズ（2021年、日下尚純[7]）
- 魔法使いの夜（2022年）
- 永久少年Side Project -トワイライトなスピカ-（2023年、男性PA[8]）

### ドラマCD
- THE IDOLM@STER SideM GROWING SIGN@L14 DRAMATIC STARS
- 本好きの下剋上〜司書になるためには手段を選んでいられません〜ドラマCD8
- 和奇伝愛

### BLCD
- めぐみとつぐみ
- めぐみとつぐみ2

### 吹き替え

#### 映画
- ヴァレンタイン　ヒーロー誕生（ルクマン）
- ザ・プレデター （チャーチ〈R・J・フェザーストーンハウ〉）
- シェイプ・オブ・ウォーター（配達員2 他）
- ジョニー・イングリッシュ アナログの逆襲
- STUBER/ストゥーバー
- 聖なる犯罪者（バニョハ）
- セット・イット・アップ（ボー〈ノア・ロビンス〉）
- ターミネーター:ニュー・フェイト（ミゲル〈ダニエル・アイバニーズ〉）
- DJにフォーリンラブ
- デッドプール2
- バリー・シール/アメリカをはめた男（ピート）
- ブライト（ブラウン〈ジョセフ・ピッキュイッロ〉）
- フライト・リスク（シムス[9]）
- ブラックアウト 記憶の彼方に
- ペラのワンダフル・ホーム（テイラー）
- ボヘミアン・ラプソディ
- マリー・ミー
- MEG ザ・モンスター
- ランペイジ 巨獣大乱闘（キャプラン）

#### ドラマ
- アブセンシア〜FBIの疑心〜
- オルタード・カーボン
- ギフテッド 新世代X-MEN誕生（シャッター）
- キャッスル 〜ミステリー作家は事件がお好き シーズン8
- ゴーストギャル
- ザ・ボーイズ
- ザ・ルーキー 40歳の新米ポリス!?
- 神話クエスト:レイヴンズ・バンケット
- スイート・マグノリアス
- センス8
- ディキンスン 〜若き女性詩人の憂鬱〜
- ピーキー・ブラインダーズ（ボニー・ゴールド）
- マスターズ・オブ・ザ・エアー
- LUCIFER/ルシファー

#### テレビ番組
- ネクスト・イン・ファッション シーズン2（ナイジェル）
- フィジカル100

#### アニメ
- 紅き大魚の伝説（2017年）
- 悪魔城ドラキュラ -キャッスルヴァニア- シーズン2（2018年、盗人3）
- 映画マイリトルポニー プリンセスの大冒険（2018年、パーティーフェイバー 他）
- ブルーイ（2018年）
- がまくんとかえるくん（2023年）

### デジタルコミック
- コールドゲーム（2021年、ロバート[10]）

### ボイスオーバー
- NHK BSプレミアム
  - 「2度目のバンコク編」〜ちょっとディープな海外旅行〜
  - 「2度目のノルウェー編」〜ちょっとディープな海外旅行〜
  - 「2度目のスイス編」〜ちょっとディープな海外旅行〜
  - 「2度目のタヒチ編」〜ちょっとディープな海外旅行〜
  - 「2度目のトスカーチ編」〜ちょっとディープな海外旅行〜
  - 「2度目のグアム編」〜ちょっとディープな海外旅行〜
  - 「2度目のキューバ編」〜ちょっとディープな海外旅行〜
  - 「2度目の台湾・台東編」〜ちょっとディープな海外旅行〜
  - 「2度目のニューヨークブルックリン編」〜ちょっとディープな海外旅行〜
- 特捜X実録映像コップ

### ボイスドラマ
- ウルトラマンタイガ トライスクワッド ボイスドラマ （グリゴレオス、ダルゲン、トキ）

### ナレーション
- 長嶋一茂のミライアカデミア〜これからを生き抜くための特別授業〜
- YouTubeきむちゃんねる「求胴者」
- 日立 世界・ふしぎ発見! パタゴニア篇（予告ナレーション）
- 今どきの若いモンは（告知ナレーション）
- Amazonプライム・ビデオ「星から来たあなた」（主題歌購入特典ナレーション）

### その他コンテンツ
- 漱石山房朗読会「若手声優が読む夏目漱石〜拝啓、漱石先生〜」